# The Freewheelin' Bob Dylan
《The Freewheelin' Bob Dylan》은 1963년 5월 27일, 컬럼비아 레코드에 의해 발매된 미국의 싱어송라이터 밥 딜런의 두 번째 스튜디오 음반이다. 그의 자칭 데뷔 음반인 《Bob Dylan》은 단 두 곡의 독창적 곡만 수록한 반면 《Freewheelin'》은 딜런이 전통 멜로디에 현대적 단어를 쓰는 것의 시작을 의미했다. 이 음반에 수록된 13곡 중 11곡은 딜런의 원래 곡이다. 이 음반은 1960년대의 국가가 된 〈Blowin' in the Wind〉로 발매되고, 《Freewheelin'》이 발매된 직후 포크 트리오 피터, 폴 앤 메리의 국제적인 히트곡으로 발매된다. 이 음반에는 딜런의 1960년대 포크 장면의 최고 작품과 고전 작품으로 간주되는 다른 곡들이 들어 있었다. 예를 들어 〈Girl from the North Country〉, 〈Masters of War〉, 〈A Hard Rain's a-Gonna Fall〉, 〈Don't Think Twice, It's All Right〉 등이 있다.
딜런의 가사는 미국의 흑인 민권 운동에 관한 헤드라인에서 나온 뉴스 기사들을 받아들였고 그는 핵전쟁에 대한 두려움에 대해 우려를 표명했다. 이 정치적 자료의 균형은 사랑 노래, 때로는 쓴맛과 비난의 노래, 그리고 초현실적인 유머를 특징으로 하는 소재였다. 《Freewheelin'》은 딜런의 작사 작곡 능력을 처음으로 선보이며, 딜런을 국내외적으로 유명하게 만들었다. 음반의 성공과 딜런의 후속 인지도는 그가 "세대의 대변인"이라는 이름을 갖게 했다.
《The Freewheelin' Bob Dylan》은 미국에서 22위에 올랐고 (결국 플래티넘으로 간다.), 1964년에 영국에서 1위를 차지했다. 2003년 이 음반은 《롤링 스톤》의 역사상 가장 위대한 음반 500장 중 97위에 올랐다. 2002년에 《Freewheelin'》은 미국 의회도서관이 국가 기록 등록부에 추가하기 위해 선택한 최초의 50개의 기록 중 하나였다.

## 녹음 세션
비평가도 대중도 딜런의 데뷔 음반인 《Bob Dylan》이 첫 해에 5천장 밖에 팔리지 않아 반등을 깨는 데 그치는 것을 별로 주목하지 못했다. 딜런과 컬럼비아 레코드를 계약한 존 H. 해먼드에 대한 날카로운 질책에서 회사 내부에서는 이 가수를 "해먼드의 어리석음"이라고 지칭하며, 계약을 해지할 것을 제안했다. 해먼드는 딜런을 힘차게 옹호했고 딜런의 두 번째 음반이 성공적이어야 한다고 굳게 결심했다. 《Freewheelin'》의 녹음은 1962년 4월부터 1963년 4월까지 진행되었으며, 이 음반은 뉴욕시의 컬럼비아 레코드 스튜디오 A, 799번가의 8개의 녹음 세션에서 조립되었다.

## 발매
| 전문가 평가                          | 전문가 평가 |
| 평가 점수                            | 평가 점수   |
| 출처                                 | 점수        |
| ------------------------------------ | ----------- |
| AllMusic                             | [ 4 ]       |
| Entertainment Weekly                 | A–          |
| MusicHound Rock                      | 4.5/5       |
| The Rolling Stone Album Guide        | [ 7 ]       |
| Tom Hull                             | A–          |
| Virgin Encyclopedia of Popular Music | [ 9 ]       |

딜런은 라디오 출연과 콘서트 공연으로 다가오는 음반을 홍보했다. 1963년 5월, 딜런은 몬테레이 포크 페스티벌에서 존 바에즈와 함께 공연을 했고, 그곳에서 그녀는 딜런의 신곡 〈With God on Us Side〉의 듀엣을 위해 그와 함께 무대에 섰다. 바에즈는 지난 11월 《타임지》의 표지에 실리면서 그녀의 명성의 정점에 있었다. 이 공연은 딜런과 그의 노래들이 새로운 명성을 얻게 했을 뿐만 아니라, 딜런의 전기 작가 소운스가 "10년 동안 가장 유명한 연애 중 하나"라고 칭한 것의 시작인, 바에즈와 딜런의 로맨틱한 관계의 시작을 알렸다.
《The Freewheelin' Bob Dylan》은 5월 말에 발매되었다. 앤서니 스카두토에 따르면, 이것은 한 달에 1만 부씩 팔리고 딜런에게 한 달에 약 2,500 달러의 수입을 가져다 주는 즉각적인 성공이었다. 냇 헨토프의 포크 음악에 관한 기사는 《플레이보이》 잡지 6월호에 실렸고 딜런의 업적에 상당한 공간을 할애하여 "젊은 시티빌리들 중 가장 중요한 것"이라고 불렀다.

## 곡 목록
모든 곡들은 특별한 언급이 없는 한 밥 딜런에 의해 작사/작곡하였다.
| #  | 제목                            | 재생 시간 |
| -- | ------------------------------- | --------- |
| 1. | 〈Blowin' in the Wind〉         | 2:48      |
| 2. | 〈Girl from the North Country〉 | 3:22      |
| 3. | 〈Masters of War〉              | 4:34      |
| 4. | 〈Down the Highway〉            | 3:27      |
| 5. | 〈Bob Dylan's Blues〉           | 2:23      |
| 6. | 〈A Hard Rain's a-Gonna Fall〉  | 6:55      |

| #  | 제목                                                         | 재생 시간 |
| -- | ------------------------------------------------------------ | --------- |
| 1. | 〈Don't Think Twice, It's All Right〉                        | 3:40      |
| 2. | 〈Bob Dylan's Dream〉                                        | 5:03      |
| 3. | 〈Oxford Town〉                                              | 1:50      |
| 4. | 〈Talkin' World War III Blues〉                              | 6:28      |
| 5. | 〈Corrine, Corrina (민요)〉                                  | 2:44      |
| 6. | 〈Honey, Just Allow Me One More Chance (딜런, 헨리 토머스)〉 | 2:01      |
| 7. | 〈I Shall Be Free〉                                          | 4:49      |

## 인증
| 국가                       | 인증     | 판매량/출하량 |
| -------------------------- | -------- | ------------- |
| 영국 (BPI)                 | 골드     | 100,000^      |
| 미국 (RIAA)                | 플래티넘 | 1,000,000^    |
| ^출하량을 기반으로 한 인증 |          |               |